# 乙醛
乙醛（英語：Acetaldehyde），又称醋醛，是一种有机化合物，分子式為CH3CHO或MeCHO。由于在大自然当中存在广泛以及工业上的大规模生产，乙醛认为是醛类当中最重要的化合物之一。乙醛可存在于咖啡、面包、成熟的水果中，它还可以通过植物作为代谢产物而生成。乙醇被氧化後所生成的乙醛被认为是宿醉的成因。
乙醛常温下为液态，无色、可燃，有刺鼻的气味。其熔点为-123.5℃，沸点为20.2℃。可以被还原为乙醇，也可以被氧化成乙酸。

## 相关反应
两分子乙醛在碱或阴离子交换树脂催化下液相羟醛缩合产生丁醇醛，后者在稀酸中加热脱水，得到巴豆醛。
{\displaystyle {\ce {2CH_3CHO -> CH_3CH(OH)CH_2CHO -> CH_3CH=CHCHO + H_2O}}}
乙醛在催化剂存在的条件下与氧气反应可以生成乙酸。
{\displaystyle {\ce {2CH_3CHO + O_2 -> 2CH_3COOH}}}
乙醛三聚和四聚分别生成环状的三聚乙醛和四聚乙醛，环都由交替的C-O原子组成。乙醛与乙醇反应生成缩醛{\displaystyle {\ce {CH_3CH(OC_2H_5)_2}}}。
乙醛与乙烯醇为互变异构体，但乙烯醇在平衡中的含量很少，平衡常数{\displaystyle K_{eq}=6\times 10^{-5}}。
{\displaystyle {\ce {CH_3CH=O}}} {\displaystyle {\ce {<=>}}} {\displaystyle {\ce {CH_2=CHOH}}}

乙醛的烯醇异构化

而且，乙醛可以被氫化鋁鋰或硼氫化鈉還原，生成乙醇。

## 制法
通过控制乙醇的氧化可以获得乙醛。目前最重要的乙醛合成法是Wacker法。利用氯化钯（PdCl2）、氯化铜（CuCl2）作催化剂，使空气和乙烯与水反应生成乙醛。还有一种方法，就是在汞盐（例如硫酸汞（HgSO4）的催化下，乙炔和水化合，生成乙醛。这种方法生产的乙醛纯度高，但操作人员容易发生汞中毒。现在科学家们正在研究用非汞催化剂，并已取得初步成效。

## 制备
2003年的全球乙醛产量约1百万吨，而主要的生产方法为Wacker过程，即通过氧化乙烯制备：
2 CH2=CH2  +  O2   →   2 CH3CHO
除此法之外，还可以通过在汞盐的催化下水解乙炔形成烯醇异构化得到乙醛。在Wacker过程发明之前，该合成方法也作为主要的生产工艺。乙醛还可小规模的通过乙醇的脱氢反应和氧化反应进行制备。有些乙醛还可通过一氧化碳的氢化加成得到，但是该法无法用于商用生产。

## 用途
有机合成中，乙醛是二碳试剂、亲电试剂，看作CH3C+H(OH)的合成子，具原手性。它与三份的甲醛缩合，生成季戊四醇C(CH2OH)4。与格氏试剂和有机锂试剂反应生成醇。
Strecker氨基酸合成中，乙醛与氰离子和氨缩合水解后，可合成丙氨酸。乙醛也可构建杂环环系，如三聚乙醛与氨反应生成吡啶衍生物。
此外，乙醛可以用来制造乙酸、乙醇、乙酸乙酯。农药DDT就是以乙醛作原料合成的。乙醛经氯化得三氯乙醛。三氯乙醛的水合物是一种安眠药。

## 相關
- 乙烯
- 乙醇
- 甲醇
- 丙二醇
- 毒品
- 變性乙醇
- 醛糖
- 酮糖